# Stecken, Stab und Stangl
Stecken, Stab und Stangl. Eine Handarbeit ist ein Theaterstück von Elfriede Jelinek aus dem Jahr 1996, das die Ermordung von vier Roma-Männern in Österreich um 1995 thematisiert. Die Uraufführung fand am 12. April 1996 am Schauspielhaus Hamburg unter der Regie von Thirza Bruncken statt.

## Der Titel
„Stecken und Stab“ ist ein Zitat aus Psalm 23.
Das Nomen Stab ist außerdem eine Anspielung auf den rechtspopulistischen Journalisten Staberl (eigtl. Richard Nimmerrichter), aus dessen Kolumnen in der Kronen Zeitung Jelinek in ihrem Stück zitiert. Das Nomen Stangl spielt auf den Namen des in Österreich gebürtigen Kommandanten des KZ Treblinka, Franz Stangl an.

## Handlung
Das Stück spielt sich an einer Fleischertheke eines Supermarktes ab. Hier tritt der Fleischer in einen gemeinsamen Austausch mit seinen Kunden. Der Austausch verdichtet sich zu einem collageartigen Geflecht von Meinungen, Zitaten und Annahmen.
Die Themen beziehen sich auf die Ermordung von vier Roma-Männern durch eine Sprengbombe in der burgenländischen Stadt Oberwart. Damit lose verflochten sind weitere deprimierende Geschichten, wie die einer Frau aus Wien, die ihre Kinder aus dem Fenster geworfen hat und dann selbst hinterher gesprungen ist, oder das Drama um ein krebskrankes Kind, dessen Eltern unter dem Einfluss eines „Wunderheilers“ stehen und eine medizinische Behandlung verweigern. Während des gesamten Stücks sind die Akteure damit beschäftigt, rosafarbene Häkelarbeiten anzufertigen. Im fortschreitenden Handlungsverlauf werden die Figuren immer mehr von ihrer Häkelei eingenommen. Gegen Ende des Stücks sogar so intensiv, dass – laut Jelineks Regieanweisungen – die Schauspieler und die Bühne selbst mit Häkelzeug überzogen sind.

## Form
Stecken, Stab und Stangl ist eine collageartige Komposition aus unterschiedlichen Textstücken.
So reihen sich Aussagen des Treblinka-Kommandanten Stangl, an alltagshumorige Texte des Krone-Kolumnisten Staberl und Gedichte von Paul Celan. Jelinek verdichtet diese Elemente mit Zeitzeugenaussagen über die Erschießung von jüdischen Zwangsarbeitern, Sätzen von Sportreportern und Bibelzitaten. Dabei sind die einzelnen Zitate teils klar voneinander abgetrennt, teils miteinander verwoben oder ineinander verflochten. Eine genaue Zuordnung der einzelnen Aussagen zu den Akteuren findet nicht statt. Durch die Schichtung verschiedener Sprachflächen entsteht im Zuge dessen eine montageartige Zitatverflechtung ohne expliziten Zusammenhang, die für die postdramatische Ästhetik dieses Stücks typisch ist.

## Aufführungen
Da die österreichischen Bühnen von Jelinek mit einem Aufführungsverbot für ihre Stücke belegt wurden, fand die Uraufführung des Stücks nicht in Österreich, sondern in Deutschland statt. Am 12. April 1996 wurde Stecken, Stab und Stangl am Hamburger Schauspielhaus uraufgeführt.
Der Kritiker der taz schreibt in seiner Premierenkritik, Thirza Bruncken habe den Text als Requiem für vier Roma inszeniert, damit erweise sich die „Spielbarkeit der Vorlage“, und weiter: „Mit allen Mitteln ihrer hochartifiziellen Schreibtechnik watscht Elfriede Jelinek die lieben Landsleute ab. Die Inszenierung macht das sichtbar, ohne die Todessehnsucht des Stücks an flaches Gutmenschentum zu verraten.“
Im folgenden Jahr wurde das Stück in derselben Inszenierung in Berlin im Theater am Halleschen Ufer im Rahmen des Berliner Theatertreffens aufgeführt, von ZDF/3sat aufgezeichnet und am 16. Mai 1997 ausgestrahlt. Stecken, Stab und Stangl wurde ebenfalls zu den Mülheimer Theatertagen eingeladen und Ende Mai 1997 in der Stadthalle Mülheim gezeigt.
Im September 1997 wurde Stecken, Stab und Stangl im Kasino am Schwarzenbergplatz in Wien unter der Regie von George Tabori schließlich auch in Österreich erstaufgeführt.

## Hörspielfassung
Da Elfriede Jelinek ihr Stück aus Protest gegen den Rechtsruck im österreichischen Wahlkampf mit einem Aufführungsverbot für Österreich belegt hatte, sendete der ORF am 8. Oktober 1996 nur eine knapp 68-minütige Hörspielfassung, die in Zusammenarbeit mit dem BR und dem NDR entstand. Bearbeitung und Regie übernahm Hans Gerd Krogmann. 1997 hob Jelinek ihr Österreich-Verbot auf.

## Textausgaben
- Stecken, Stab und Stangl. Raststätte oder Sie machens alle. Wolken. Heim. Neue Theaterstücke. Mit einem Text zum Theater. Rowohlt, Reinbek b. Hamburg 1997.